# Bruno Bianchi (politicus)

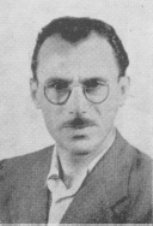
Bruno Bianchi

Bruno Bianchi (Suzzara, 28 juli 1909 — 29 juni 1986) was een Italiaans communistisch politicus (Partito Comunista Italiano) en vakbondsbestuurder. 